# Agostino Ramelli
Agostino Ramelli (n. 1531, Ponte Tresa⁠(d), Cantonul Ticino, Elveția – d. 1600, Paris, Regatul Franței) a fost un inginer italian (originar din Mesenzana) care a inventat roata de cărți. Acest lucru este văzut astăzi ca un precursor mecanic al hipertextului. Această noutate a fost una dintre multele pe care le-a publicat în singura sa lucrare publicată Le Diverse Et Artificiose Machine.

## Cariera militară
Agostino Ramelli a fost un inginer și arhitect italian care a fost mult timp în serviciul militar al diverșilor conducători. Se știu puține despre el ca persoană, deoarece a început o carieră militară de la o vârstă fragedă. A fost căpitan sub conducerea lui Gian Giacomo Medici numit il Medeghino, Marchese di Marignano, general sub împăratul Carol al V-lea. Sub conducerea lui Marignano a studiat matematica și științele războiului. Marignan fie a studiat sub însuși Leonardo da Vinci, fie cel puțin la școala sa de la Academia de Științe din Milano. În acest sens, Ramelli este într-un anumit sens succesorul lui Leonardo. Catolicul Ramelli, ca și alți constructori și ingineri italieni, a mers în Franța și a luptat împotriva hughenoților sub ducele de Anjou. În 1572 a luat parte la ocupația din La Rochelle ca inginer militar. Pe data de 8 noiembrie 1572, Ramelli a fost rănit și a fost închis luni de zile. Ducele de Anjou a făcut lobby cu succes pentru eliberarea lui Ramelli. Odată cu încoronarea ducelui de Anjou ca rege în 1574, poziția lui Ramelli la curtea franceză s-a întărit.
Ramelli a fost printre ofițerii de seamă ai Ligii Catolice. Conducătorul său era Henri al III-lea, care s-a aliat cu Henri Navarre pe măsură ce conflictele confesionale continuau. După asasinarea lui Henric al III-lea, Henri de Navarre a fost încoronat rege Henri al IV-lea al Franței în 1594. Ramelli a reușit să se înțeleagă cu noul regent deoarece numele său era legat de reconcilierea cu Liga Catolică și de Edictul de la Nantes.

## Le Diverse Et Artificiose Machine

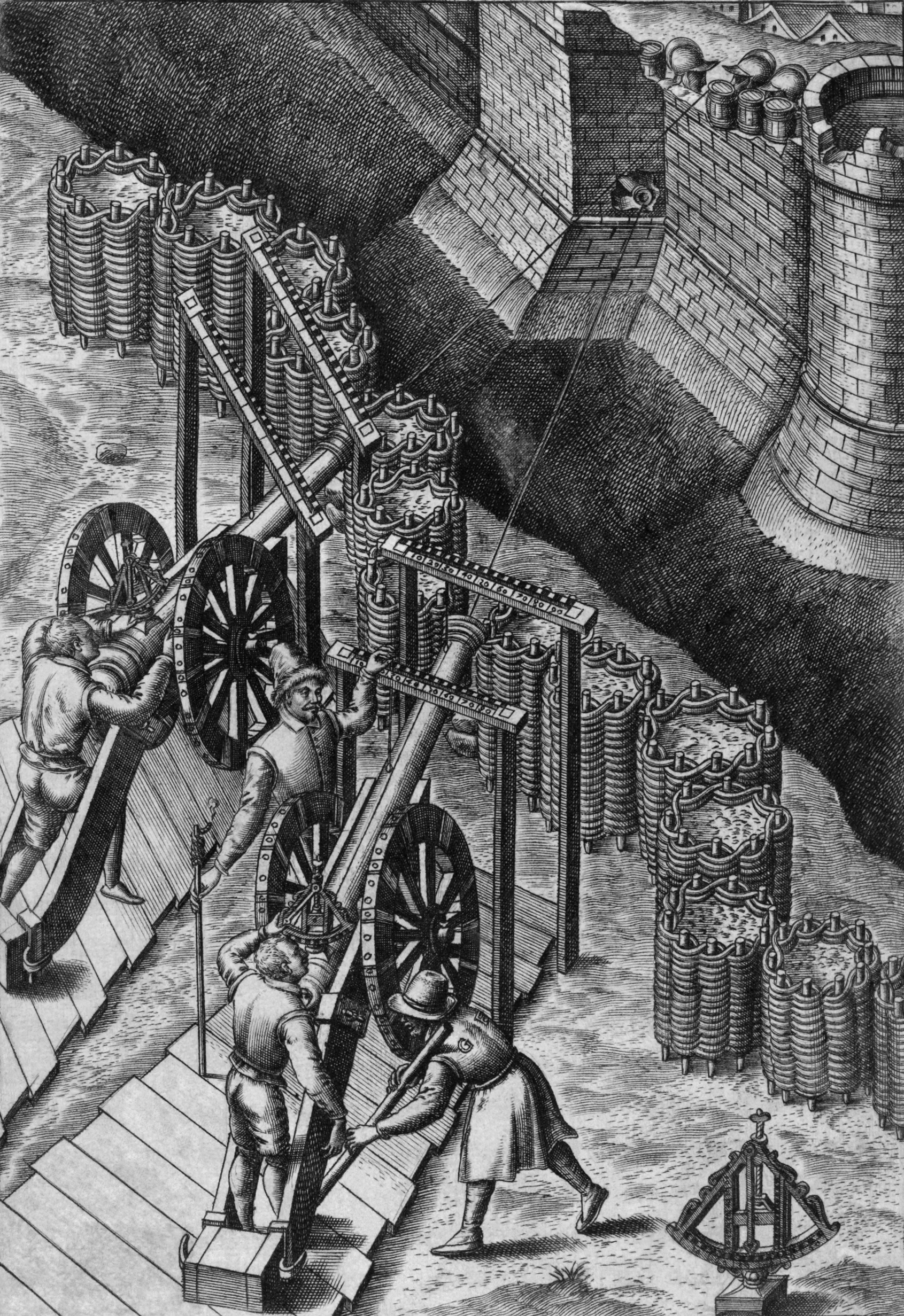
Sistem Ramelli pentru dirijarea focului de artilerie pe timp de noapte

În 1588, Diverse Et Artificiose Machine a apărut la Paris ca singura lucrare tipărită a lui Ramelli. El s-a inspirat important pentru aceasta din publicațiile lui Alessandro Piccolomini, Vitruvius, Vannoccio Biringuccio, Georg Agricola și din cărțile mai vechi ale lui Besson și Errard. Se poate presupune că autorul a vrut să se prezinte ca un tehnician important cu cartea sa și că unul dintre scopurile principale a fost promovarea lui Ramelli însuși. Se pare că autorul a avut timp și bani să publice una dintre cele mai cuprinzătoare și ilustrate lucrări ale literaturii tehnice moderne timpurii. Ramelli trebuie să fi avut resurse financiare substanțiale pentru a autopublica un astfel de volum. Cartea lui Ramelli, dedicată regelui Franței, conține 195 de gravuri, dintre care 20 ocupă chiar o pagină dublă. Aceste gravuri au avut un nivel de precizie fără precedent și au fost printre realizările de vârf ale artei franceze de carte la sfârșitul secolului al XVI-lea. Fiecare dintre capitole conține ilustrarea și descrierea, în franceză și italiană, a unei mașini diferite. 
Mai mult de jumătate din toate ilustrațiile reprezintă pompe și roți de apă care servesc drept mașini de ridicare a apei (cu șuruburi ai lui Arhimede). Acestea au fost de mare importanță pentru cultura înfloritoare a grădinii de curte a Renașterii și a începutului perioadei baroce. Cu câțiva ani înainte de publicarea lucrării, regele Franței Henric al III-lea a adoptat ordonanțe pentru a încuraja utilizarea comercială a energiei apei. Există și diverse tipuri de mori, un ferăstrău hidraulic și alte mașini antrenate de forța apei, precum și macarale, fântâni și instrumente de interes în război.
Ramelli începe cu o dedicație italiană de trei pagini și traducerea sa în franceză. Aceasta este urmată de o prefață italiană de opt pagini, de asemenea nepaginată. Un alt paratext al lui Ramelli urmează prefața. Ideea de competiție științifică este reluată. Accentul este pus pe prezentarea mașinilor. Numerele simple ale capitolelor suprascriu descrierile bilingve, mai întâi de o pagină, apoi și descrierile de imagini cu mai multe pagini.
Cercetătorii nu sunt de acord cu privire la valoarea practică a lucrării. Unii apreciază expertiza tehnică a arhitectului curții italiene și subliniază calitatea de precursoare a multora dintre modelele sale baroce la construcțiile reale de mașini de astăzi. Alții critică complexitatea dispozitivelor mecanice și defectul, inutilitatea sau impracticabilitatea multor modele. Mașinile cu aspect complicat ale lui Ramelli erau mai puțin potrivite utilizării practice. Ilustrațiile ar trebui să-i distreze pe cumpărătorii cărții.

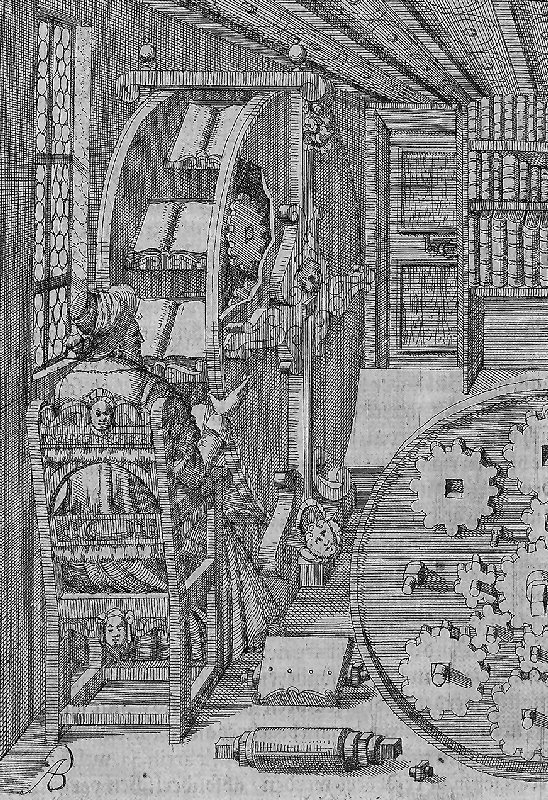
Roata de cărți de Agostino Ramelli

Ramelli a descris diverse mașini, inclusiv roata de carte și pompele de apă cu piston rotativ, care sunt considerate a fi precursorii motorului Wankel. El a arătat, de asemenea, un car de luptă amfibiu care era tras de cai pe uscat și folosea patru roți normale, în timp ce dacă trebuia să traverseze căile navigabile folosea două roți cu zbaturi, manevrate manual. Cu toate acestea, cea mai faimoasă invenție a sa este roata de cărți, un dispozitiv de pupitru rotativ care permite cititorului să lucreze flexibil și aproape simultan pe cel puțin douăsprezece cărți. Deși este, poate, cel mai puțin util dintre cele 195 de mașini descrise, a fost considerat de unii ca o prefigurare a sistemelor moderne de hipertext.

## Alte lucrări
Le Diverse Et Artificiose Machine rămâne singura lucrare publicată de Ramelli. Un manuscris al lui care se ocupă de măsurarea timpului nu a fost niciodată tipărit. Acesta este păstrat în Biblioteca Universității din Torino. O altă lucrare cunoscută a lui Ramelli este un manuscris nepublicat și incomplet dedicat descrierii unui instrument de topografie elaborat. Manuscrisul descrie, de asemenea, posibile utilizări militare. În plus, Ramelli menționează în prefața cărții sale de mașini că i-au fost furate desene și lucrările pregătitoare pentru o carte despre fortificații. Probabil că i-a fost furat de colaboratorul său de lungă durată, Ambroise Bachot. Gravuri care amintesc de Ramelli pot fi găsite în lucrările sale Le Timon și Le Gouvernail.
Lucrarea lui Ramelli este una dintre cele mai cunoscute și mai răspândite dactilografe, care se găsește și astăzi în multe colecții și biblioteci.

## Dispute
Leonardo da Vinci a încorporat schițe ale rulmenților cu bilă din designul sau pentru un elicopter în jurul anului 1500. Acesta este înregistrat ca primul uz de rulment în designul aerospațial. Cu toate acestea, Agostino Ramelli⁠ este primul care a publicat schițe ale tamburului și rulmenților axiali. Un inconvenient al rulmenților cu bilă sau tambur este că bilele sau tamburii prezintă fricțiune între ele, cauzând fricțiune suplimentară ce poate fi prevenită prin închiderea bilelor sau a tamburilor în carcasă. Rulmentul cu bile încastrate a fost descris inițial de către Galileo în secolul al XVII-lea.

## Impact
Mașinile lui Ramelli folosesc tot felul de angrenaje care vor fi folosite în secolele următoare și diferite tipuri de supape. „Theatrum machinarum” publicat de Jacob Leupold din 1724 până în 1739, care a constituit, la rândul său, principala sursă a școlii mecanice a lui Gaspard Monge, depinde încă în mare măsură de opera lui Ramelli.
În 1612, părintele iezuit Sabatino de Ursis a tradus oral opera lui Agostino Ramelli în chineză, care a fost pusă în scris de Xu Guangqi. Cartea a fost publicată sub titlul 泰西 水 法 (Tàixī shuǐfǎ, Mașinării hidraulice ale Occidentului).

## Lucrări
- Le diverse et artificiose machine. Paris 1588 (doi:10.3931/e-rara-8944)